# 日本技術センター
株式会社日本技術センター（にほんぎじゅつセンター）は、兵庫県姫路市東延末に本社を置く、総合エンジニア及び技術系人材派遣業をおこなう企業である。

## 主力製品・事業
- 新世代検査用照明『S-Light』
- 技術支援、アウトソーシング
- システム開発・保守、新規導入や改善についてのコンサルティング
- 産業機械、検査・計測装置の開発・製造・販売
- 機械、電気、電子の設計

## 主要事業所
- 本社 - 兵庫県姫路市東延末4丁目73番地
- 播磨工場 - 兵庫県たつの市揖西町小畑452-8
- 東京支店 - 東京都港区芝浦3-7-12 シグマビル3F

## 沿革
- 1967年 - 資本金100万円にて、姫路市本町68番地に於て、株式会社日本技術センター創立。
- 1991年 - 人材派遣事業部門新設。
- 2006年 - 東京支店を港区へ移転（IT事業、一般派遣事業の強化）
- 2009年 - ヘリオス テクノ ホールディングの完全子会社となる。
- 2013年 - 株式会社関西技研を吸収合併。
- 2015年 - 株式会社テクノ・プロバイダーを吸収合併。

## 主要関係会社

### 関係企業
- ヘリオス　テクノ　ホールディング
- フェニックス電機
- ナカンテクノ
- ルクス